# مدار ۳۹ درجه جنوبی
مدار ۳۹ درجه جنوبی، دایره‌ای از عرض جغرافیایی است که در ۳۹ درجهٔ جنوبی خط استوا  قرار دارد.

## گذر از مناطق
از نصف‌النهار مبدأ شروع می‌شود و به سمت مشرق ۳۹ درجه جنوبی از موارد زیر گذر می‌کند:
| مختصات‌ها                                             | کشور، قلمرو یا دریا | توضیحات                                                                 |
| ---------------------------------------------------- | ------------------- | ----------------------------------------------------------------------- |
| ۳۹°۰′ جنوبی ۰°۰′ شرقی / ۳۹٫۰۰۰°جنوبی ۰٫۰۰۰°شرقی      | اقیانوس اطلس        |                                                                         |
| ۳۹°۰′ جنوبی ۲۰°۰′ شرقی / ۳۹٫۰۰۰°جنوبی ۲۰٫۰۰۰°شرقی    | اقیانوس هند         | Passing just south of Île Saint-Paul, سرزمین‌های جنوبی و جنوبگانی فرانسه |
| ۳۹°۰′ جنوبی ۱۴۳°۳۰′ شرقی / ۳۹٫۰۰۰°جنوبی ۱۴۳٫۵۰۰°شرقی | تنگه باس            |                                                                         |
| ۳۹°۰′ جنوبی ۱۴۶°۱۵′ شرقی / ۳۹٫۰۰۰°جنوبی ۱۴۶٫۲۵۰°شرقی | استرالیا            | ویکتوریا (استرالیا) - Wilsons Promontory                                |
| ۳۹°۰′ جنوبی ۱۴۶°۲۷′ شرقی / ۳۹٫۰۰۰°جنوبی ۱۴۶٫۴۵۰°شرقی | اقیانوس آرام        | دریای تاسمان                                                            |
| ۳۹°۰′ جنوبی ۱۷۴°۱۰′ شرقی / ۳۹٫۰۰۰°جنوبی ۱۷۴٫۱۶۷°شرقی | نیوزیلند            | جزیره شمالی                                                             |
| ۳۹°۰′ جنوبی ۱۷۷°۵۳′ شرقی / ۳۹٫۰۰۰°جنوبی ۱۷۷٫۸۸۳°شرقی | اقیانوس آرام        |                                                                         |
| ۳۹°۰′ جنوبی ۷۳°۱۹′ غربی / ۳۹٫۰۰۰°جنوبی ۷۳٫۳۱۷°غربی   | شیلی                | منطقه آرائوکانیا                                                        |
| ۳۹°۰′ جنوبی ۷۱°۲۸′ غربی / ۳۹٫۰۰۰°جنوبی ۷۱٫۴۶۷°غربی   | آرژانتین            |                                                                         |
| ۳۹°۰′ جنوبی ۶۲°۰′ غربی / ۳۹٫۰۰۰°جنوبی ۶۲٫۰۰۰°غربی    | اقیانوس اطلس        |                                                                         |